# اوله مونتی
اوله مونتی (دانمارکی: Ole Monty؛ ‏ ۲۲ اکتبر ۱۹۰۸ – ۲۴ آوریل ۱۹۷۷) بازیگر اهل دانمارک بود.
از فیلم‌هایی که وی در آن نقش داشته‌است، می‌توان به دختران هم‌رزم، دختر و چاله آب، زنت را به من قرض بده، در برج ثور، تفنگدارها و قصر اشاره کرد.